# Фолк-гітара
Фолк-гітара — акустична гітара зі сталевими струнами — це сучасна форма гітари, яка походить від класичної гітари з нейлоновими струнами, але на фолк-гітарі натягнуті на сталеві струни для більш яскравого і гучного звуку. Як і класичну гітару, її часто називають просто акустичною гітарою.

## Історія
Слово «гітара» походить від злиття двох слів: санскритського слова «сангити», що означає «музика» і давньоперсидського «тар», що означає «струна». За іншою версією слово «гітара» походить від санскритського слова «Кутур», що означає «чотириструнний» (пор. Ситар — семиструнний). У міру поширення гітари з Середньої Азії через Грецію в західну Європу слово гітара зазнавало змін: кифара (κιθάρα) в стародавній Греції, латинське cithara, gitarra в Іспанії, chitarra в Італії, guitare у Франції, guitar в Англії. Вперше назва «гітара» з'явилася в європейській середньовічній літературі в XIII столітті.
Гітара, за деякими джерелами, привезена в Іспанію арабами, утвердилася в Європі в другій половині XVI століття. У XVII столітті вона набула особливого значення, так як грати на ній було набагато легше, ніж на модній тоді лютні. З тих пір її чарівність не потьмяніла, і вона залишається улюбленим акомпануючим й іноді соло інструментом. Класична, або іспанська гітара мало змінилася з XVI століття, проте популярні народні гітари виробляються в наші дні найрізноманітніших форм і розмірів. Зовнішній вигляд і звук гітари багато в чому залежить від її призначення в ансамблі, оркестрі або сольному виконанні.
У фолк-музиці гітару почали використовувати порівняно недавно — в 60-х роках XX століття. У той час гітара набула особливої популярності у всьому світі. Багато в чому завдяки легендарним The Beatles. Як відомо, сам Пол Маккартні використовував в своїх мелодіях традиційний народний квінтовий лад.

## Відмінність від звичайної гітари[1]
І ось тоді пан Мартін, батько сучасної фолк-гітари, і придумав своє знамените х-образне кріплення пружин. Пружини приклеювалися навхрест, тим самим збільшуючи міцність верхньої стінки, але дозволяючи їй вібрувати.
Таким чином відбулося чітке розділення — класична гітара, яка майже не змінилася з тих пір (тільки струни стали робити з синтетики, а не з жил, як раніше), і фолк-вестерн-гітара, що мала кілька форм, але майже завжди йшла з х-образним кріпленням пружин, металевими струнами, збільшеною коробкою й так далі.
Мартін називав свої моделі «0», «00» і «000» — за розмірами. «00» розмір майже збігався із сучасною класичною гітарою, а «000» — це був у той час найбільший розмір коробки. Такі гітари були придумані для того, що б їх було чутно в оркестрі серед голосних банжо, мандолін і контрабасів. Як ви розумієте, систем ампліфікації (посилення) звуку тоді ще не існувало.
Трохи пізніше — в 20-х роках — з'явилася нова форма — «OM» — оркестрова модель. Вона була схожа на «000», проте довжина струн збільшилася, що зробило її ще голоснішою.

## Налаштування
```
D-A-D-F♯-A-D
```

```
D-A-D-G-A-D
```

```
D-A-D-G-B-E
```

```
D-G-D-G-B-D
```

```
E-A-D-G-B-E
```